# Sondraket

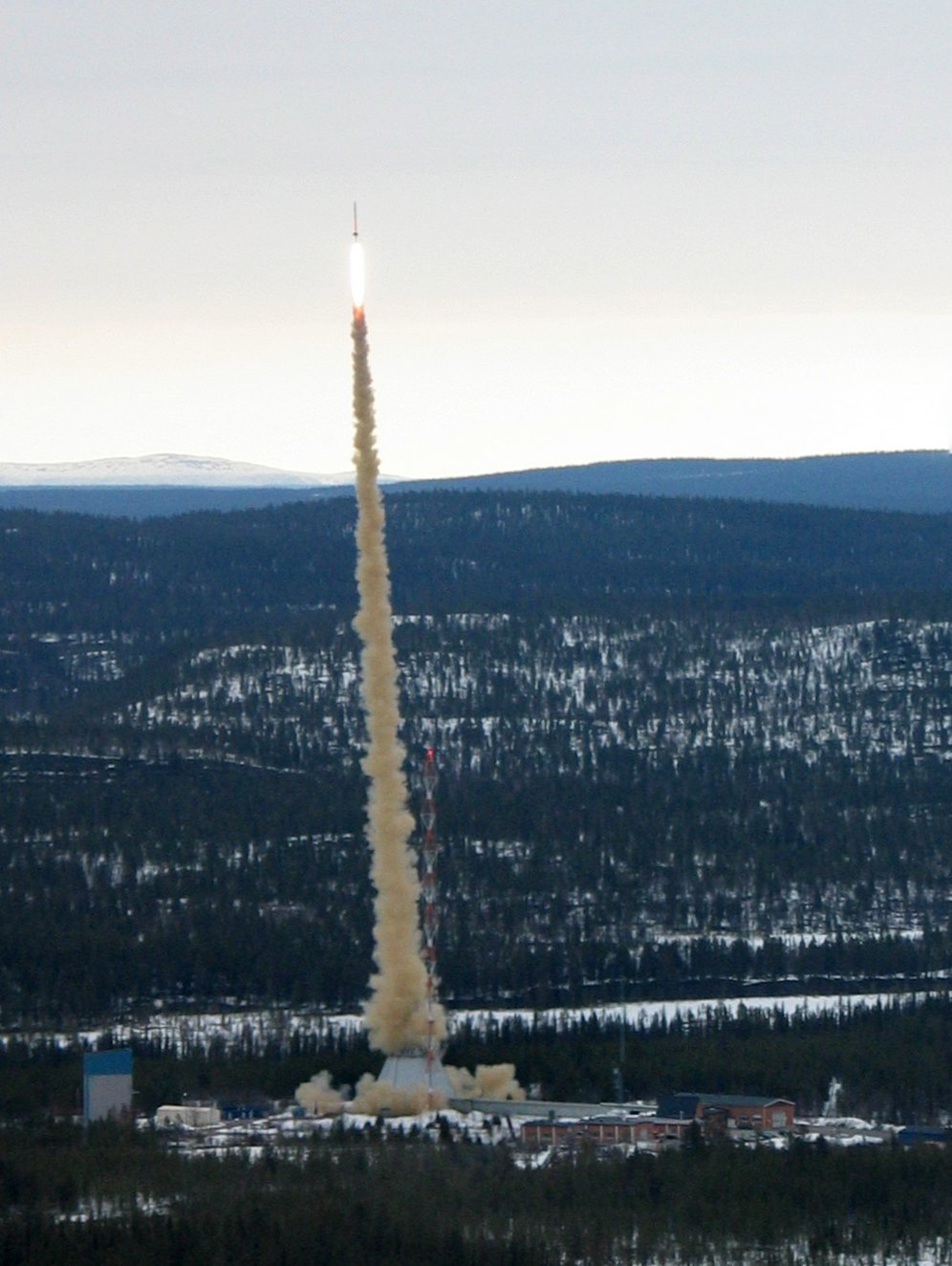
Uppskjutning av en sondraket av typ Skylark från Esrange utanför Kiruna, 2 maj 2002.

En sondraket är en bärraket med relevanta mätinstrument, den så kallade nyttolasten, för kortare flygningar, typiskt till några hundra kilometers höjd och huvudsakligen för forskningsändamål. Flygningen sker till stor del av tiden i kastbana, och raketen återvänder till jordytan efter ett antal minuter. Sondraketer utgör den enda möjligheten att göra mätningar på plats i höjdområdet ovanför ballonghöjd (typiskt under 40 km) och nedanför satellithöjd (över 120 km, normalt mycket högre) och är därför viktiga för forskning om övre atmosfären och lägre jonosfären.

## Användningsområden
I Sverige sänds sondraketer upp från Esrange, numera huvudsakligen för forskning inom mikrogravitation, tidigare också för norrskensforskning, vilket fortfarande är ett användningsområde för sondraketer i exempelvis USA, Kanada och Norge. Sondraketer används dessutom för mätningar av strålning på våglängder som inte kan nå ner till jordytan, till exempel UV-strålning. Numera har satelliter till stor del ersatt sondraketer för sådana mätningar, eftersom satelliter kan stanna åratal i rymden, medan motsvarande tid för en sondraket är några minuter. Sondraketens fördelar gentemot satelliterna är främst lägre kostnad och möjligheten att återfå instrument för detektion och eventuell registrering, nyttolasten, för återanvändning eller analys, när raketen återvänt till marken. Ska nyttolasten hämtas upp släpps den ofta i fallskärm före landning. En annan fördel, av betydelse för till exempel norrskensforskning, är att sondraketen när den når toppen av sin bana rör sig långsamt jämfört med satelliter på motsvarande höjd (över 7 km/s).